# Matthaeus Zuber
Pour les articles homonymes, voir Zuber.
Matthaeus Zuber (né en 1570 à Neubourg-sur-le-Danube et mort le 19 février 1623 à Nuremberg) est un poète latin.
Il fut couronné par l'université de Heidelberg. Nommé, en 1616, professeur de poésie au collège de Sulzbach, il quitta cette place en 1619 et vint s'établir à Nuremberg, où il mourut le 19 février 1623. Will dit de lui, dans son Dictionnaire des savants de Nuremberg, t. 4 : « Zuber connaissait parfaitement la poésie latine et grecque. Pour les épigrammes, on le met à côté de Martial et d'Ovide. Si l'on ne voyait point son nom en tête de ses poésies grecques, on croirait qu'elles sont d'Homère, d'Hésiode ou de quelque autre parmi les anciens. Quant à la prosodie ou à la mesure des syllabes, il fait autorité autant que les anciens classiques. »

## Œuvres
II y a sans doute de l'exagération dans ces louanges ; mais ce qui prouve en faveur de Zuber, c'est que ses ouvrages sont très répandus.
Ce sont :
1. Poemata varia, Francfort, 1598, et Amberg, 1617, in-8 ;
2. Neaneumata, Wittemberg, 1599, in-8 ;
3. Epigrammata, Strasbourg, 1605, in-8 ;
4. Aelohyle seu epigrammatum aliorumque carminum poemata, Halle, in-8 ;
5. Cato grœcus, seu Versu grœca heroico-metrica disiichorum Catonis moralium, Augsbourg, 1618, et Hanovre, 1619, in-8 ;
6. Illustriorum sententiarum latinarum unico versu expressarum centuries xix, Nuremberg, 1622, in-8 ;
7. Poematum licterato orbis theatro exlibitorum, etc., Francfort, 1626, in-12.

Voir : Litzel, Historia poetarum grœcorum germanicorum, et Witte, Diarium biographicum.

## Source
« Matthaeus Zuber », dans Louis-Gabriel Michaud, Biographie universelle ancienne et moderne : histoire par ordre alphabétique de la vie publique et privée de tous les hommes avec la collaboration de plus de 300 savants et littérateurs français ou étrangers, 2e édition, 1843-1865 [détail de l’édition]